# Le Fils sans racines
Pour plus de détails, voir Fiche technique et Distribution.
Le Fils sans racines (Sohn ohne Heimat) est un film ouest-allemand réalisé par Hans Deppe, sorti en 1955.
Il s'agit d'une adaptation du roman Der Sohn der Hagar (de) (1907) de Paul Keller (de).

## Fiche technique
- Titre français : Le Fils sans racines ou Ultime Pardon ou Fils sans patrie[1]
- Titre original : Sohn ohne Heimat
- Réalisation : Hans Deppe
- Scénario : Hilde Keller, Eva Blomberg et Tibor Yost (de) d'après le roman Der Sohn der Hagar (de) (1907) de Paul Keller (de)
- Direction artistique : Willi Herrmann et Max A. Bienek
- Photographie : Werner M. Lenz
- Musique : Alois Melichar
- Pays d'origine :  Allemagne de l'Ouest
- Genre : drame
- Durée : 98 minutes
- Date de sortie : 
  - Allemagne de l'Ouest : 27 octobre 1955
  - France : 26 août 1956[1]
  - Belgique : 15 février 1957

## Distribution
- Werner Krauss : Wilhelm Hartmann
- Elisabeth Flickenschildt : Anna Hartmann
- Josefin Kipper : Christel Hartmann
- Eva Probst (de) : Lore Hartmann
- Paul Bösiger (de) : Robert Hellmich
- Paul Esser : Ludwig Steiner
- Wolfgang Gruner (de) : Ferdinand Pohl
- Herbert Weißbach (de) : Hermann Schulze
- Heinrich Gretler : Gottlieb Peukert
- Paul Bildt : Vater Hellmich
- Kurt Vespermann : Maurer Menzel
- Ewald Wenck : Friseur Fasel